# Jiang Shigong

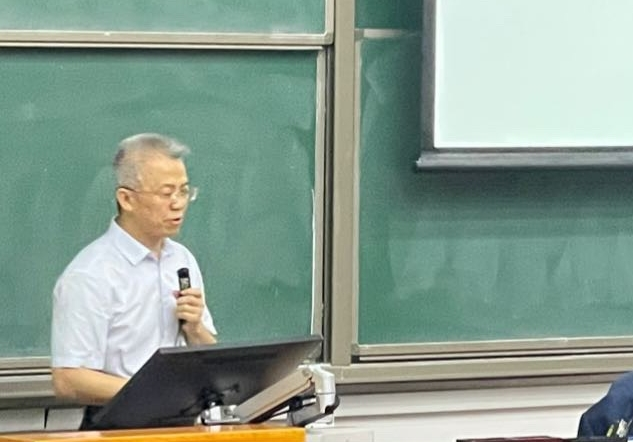
Jiang Shigong, 2022

Jiang Shigong (chinesisch 强世功; * 11. November 1967) ist ein chinesischer Rechts- und Politiktheoretiker, derzeit Professor an der Juristischen Fakultät der Peking-Universität und Forscher zu Hongkong-Themen.

## Leben
Von 2004 bis 2008 arbeitete Jiang im Verbindungsbüro Hongkong. Er hat über die Rolle Hongkongs im chinesischen politischen System veröffentlicht, und man nimmt an, dass er das 2014 erschienene Weißbuch Die Praxis der „Ein Land, zwei Systeme“-Politik in der Sonderverwaltungszone Hongkong verfasst oder dazu beigetragen hat. Stand 2019 ist er Direktor des Zentrums für Studien in Politik und Recht und stellvertretender Direktor des Zentrums für Macau- und Hongkong-Studien an der Peking-Universität und ein Sachverständiger des Volkskongresses von Peking.

## Wirken
Jiang wurde als Mitglied der Chinesischen Neuen Linken, als „konservativer Sozialist“, und als impliziter Legalist beschrieben. Er spielte eine bedeutende Rolle bei der Einführung des Gedankenguts des rechtsradikalen Rechtstheoretiker Carl Schmitt in China, und ist ein bedeutender Vertreter der schmittschen Theorie im Land, der die Theorien verwendet, um Staatsmacht zu rechtfertigen.
In seinem 2006 erschienenen Buch Jenseits des Horizonts des Rechts (chinesisch 超越法学的视界) argumentiert Jiang, dass die liberale Theorie des Konstitutionalismus durch die politischen Einsichten von Michel Foucault verdrängt wurde. Für Foucault durchdringt die „Mikrophysik“ der Macht die gesamte Gesellschaft; Jiang deutet dies als Auflösung der konventionellen Unterschiede zwischen Recht und politischer Macht, zwischen Zwangsinstitutionen und anderen, weniger formalen gesellschaftlichen Arrangements. Nach Jiangs Ansicht bietet die Foucaultsche Analyse eine bessere Linse für das Verständnis der chinesischen Regierungsführung als liberale Rechtstheorien.
Jiang Shigong ist bekannt für seine Erklärungen und Verteidigungen des Gedankenguts von Xi Jinping und der Ideologie des Sozialismus mit chinesischen Besonderheiten in marxistischen Begriffen. Er geht von einer Welt nach dem amerikanischen Globalismus aus, die stark von der modernen chinesischen Geschichte beeinflusst ist. Jiang stellt die historische Entwicklung von Mao Zedong über Deng Xiaoping bis zu Xi Jinping als kontinuierliche und kohärente Evolution dar, und nicht als einen Prozess mit großen Brüchen und Paradigmenwechseln.
Jiang half bei der Formulierung einer chinesischen Regierungserklärung von 2014, die Peking eine „umfassende Zuständigkeit“ über Hongkong zuschrieb. Er sah Hongkong nicht als vom Westen getrennt an und unterstützte nach den Protesten 2014 in Hongkong die Einführung nationaler Sicherheitsgesetze durch China, anstatt dies den Hongkonger Behörden zu überlassen.
In einem Essay aus dem Jahr 2018 interpretiert Jiang die politische Ordnung unter Xi Jinping und stellt dessen Gedanken als Höhepunkt eines Jahrhundertprozesses dar. Er stellt darin auch eine Kritik am liberal-demokratischen System dar und betrachtet alternative politische und historische Sichtweisen. Er verteidigt Chinas Haltung zu Hongkong und beteiligt sich an Diskussionen über Chinas moderne Geschichte.
In einem weiteren Text aus dem Jahr 2019 erklärt er den Begriff des Imperiums neu und argumentiert, dass große politische Entitäten historisch gesehen Imperien waren. Er stellt die Idee in Frage, dass die heutige Welt ausschließlich aus souveränen Nationen besteht, und meint, dass China eine zentrale Rolle in der Entwicklung eines neuen weltweiten Imperiums spielen könnte. Shigong sieht die aktuellen globalen Herausforderungen als Chance für China, eine Führungsrolle zu übernehmen, da andere Großmächte mit inneren Problemen konfrontiert seien.
In einem Beitrag im Buch Chinesisches Denken der Gegenwart betont Jiang zunächst die harmonisch inklusive Natur des Konfuzianismus, hebt sodann aber die Bedeutung des revolutionären Kampfes zur Erlangung von Autonomie hervor.